# Domhnall Gleeson
Domhnall Gleeson (Dublin, 12 mei 1983) is een Iers acteur.
In de films Harry Potter en de Relieken van de Dood deel 1 en deel 2 speelt Gleeson het personage Bill Wemel, de oudste broer van Ron Wemel. Domhnall Gleeson is een zoon van Brendan Gleeson, die Alastor Dolleman speelt in de Harry Potter-films, en de oudere broer van Brian Gleeson.
In de film Never Let Me Go speelt hij het personage Rodney. In de film About Time uit 2013 speelt hij hoofdpersonage Tim.